# Antalfalva község
Antalfalva község (szerbül Општина Ковачица / Opština Kovačica) közigazgatási egység Szerbiában, a Vajdaságban, a Bánságban, a Dél-bánsági körzetben. A község központja Antalfalva, lakossága 27 890 fő (2002), a természetes szaporulat értéke pedig -8‰. A községben 8 általános és egy középiskola működik.

## Települések
A községhez nyolc település tartozik.
| \| / ––––– Nagybecskerek Torontálszécsány község Alibunár Pancsova község Ópáva község Pal. ANTALFALVA Újozora Számos Torontáludvar Torontálputnok Nagylajosfalva Torontálvásárhely Cserépalja \| \| térkép szerkesztése \| |                    |                   |                 |
| Magyar név | Szerb név (cirill) | Szerb név (latin) | Népesség (2011) |
| Antalfalva | Ковачица           | Kovačica          | 6259            |
| Cserépalja | Црепаја            | Crepaja           | 4364            |
| Nagylajosfalva | Падина             | Padina            | 5531            |
| Számos | Самош              | Samoš             | 1004            |
| Torontálputnok | Путниково          | Putnikovo         | 200             |
| Torontáludvar | Идвор              | Idvor             | 974             |
| Torontálvásárhely | Дебељача           | Debeljača         | 4913            |
| Újozora | Уздин              | Uzdin             | 2029            |
| / ––––– Nagybecskerek Torontálszécsány község Alibunár Pancsova község Ópáva község Pal. ANTALFALVA Újozora Számos Torontáludvar Torontálputnok Nagylajosfalva Torontálvásárhely Cserépalja                                 |                    |                   |                 |
| térkép szerkesztése |                    |                   |                 |

## Népesség

### Etnikai struktúra
- szlovákok 41,07%
- szerbek 33,91%
- magyarok 10,52%
- románok 6,99%
- cigányok 2,92%
- jugoszlávok 1,25%

### Települések szerint
- Szlovák többségű települések: Antalfalva, Nagylajosfalva
- Szerb többségű települések: Cserépalja, Számos, Torontálputnok, Torontáludvar
- Magyar többségű település: Torontálvásárhely
- Román többségű település: Újozora

1. ↑  2022 Serbia Census